# Aporum
Aporum is een geslacht met bijna tweehonderd soorten orchideeën uit de onderfamilie Epidendroideae. Het geslacht is afgesplitst van Dendrobium.
Het zijn epifytische of lithofytische orchideeën uit laaglandbossen van Zuidoost-Azië en Maleisië, met vetplantachtige stengels en kleine, onopvallende bloemen.

## Naamgeving en etymologie
- Synoniemen: Macrostomium Blume (1825), Aporum Blume sect. Macrostomium (Blume) Brieger (1981), Schismoceras Presl (1827), Ditulima Rafin. (1836), Dendrobium Sw. (1799) sect. Aporum (Blume) Lindl. (1851), Aporum Blume sect. Aporum Brieger (1981)

De botanische naam Aporum is afgeleid van het Oudgriekse ἄπορος, aporos (arm, moeilijk zichtbaar), wat waarschijnlijk verwijst naar de kleine bloemen van dit geslacht.

## Kenmerken
Aporum-soorten zijn kleine tot grote epifytische of lithofytische planten met dunne, draderige wortels en gegroepeerde, rechtopstaande of afhangende, dunne, draderige en dikwijls vertakte en zigzag-verlopende stengels.
De plant draagt langs beide zijden en over de ganse lengte van de stengel elkaar dakpansgewijs overlappende, stevige en vlezige, naar de top toe smaller wordende lancetvormige tot ovale bladeren met spitse top, en een korte zijstandige bloemtros met één of enkele kortlevende bloemen, die ontspringt op een knoop vlak bij de onbebladerde top van de stengel. Daarmee doet dit geslacht voor wat het uitzicht betreft denken aan sommige leden van de vetplantenfamilie, waarmee het helemaal geen uitstaans heeft.

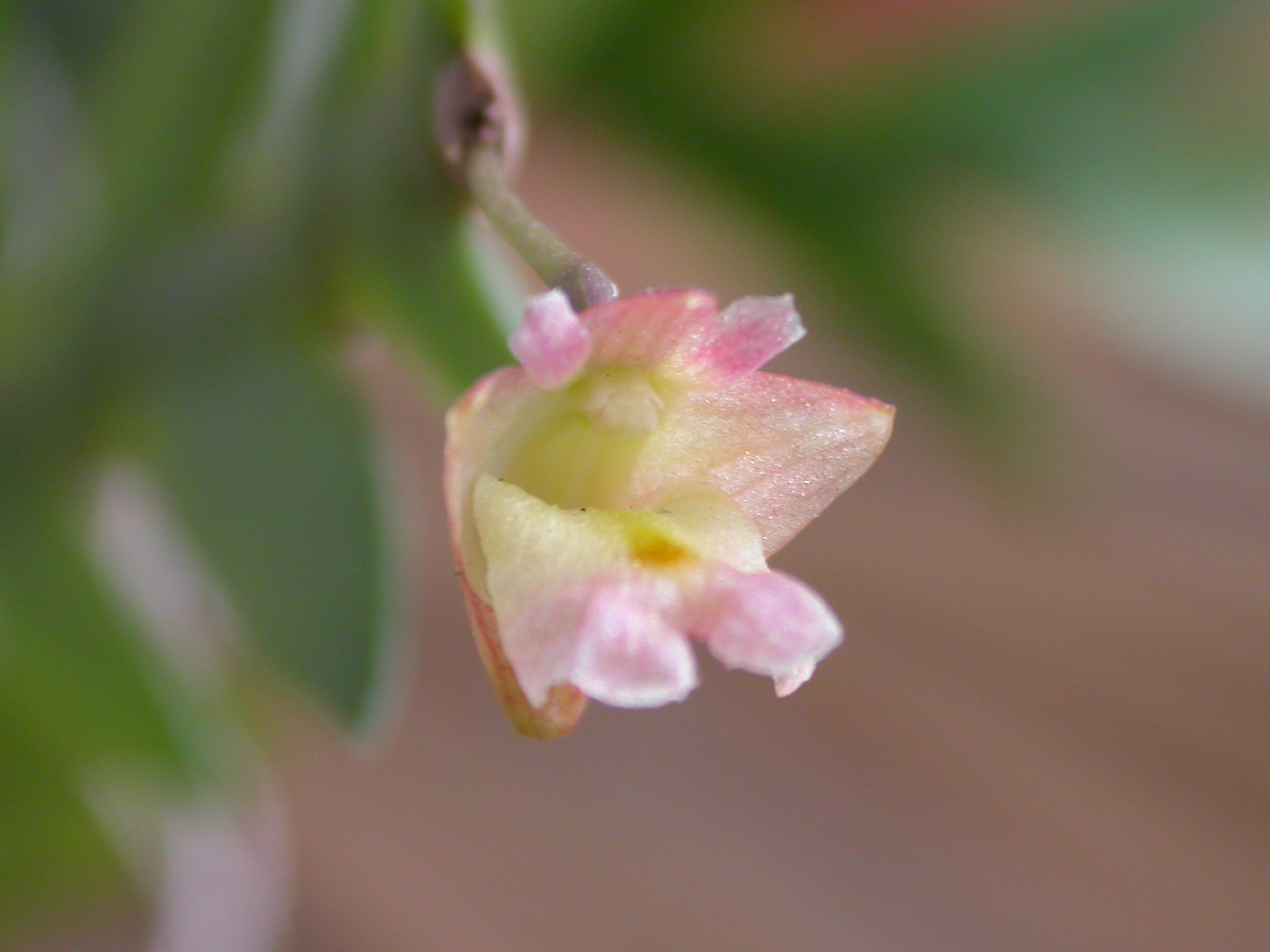
Aporum terminale, detail bloem

De bloemen zijn maximaal een centimeter groot, vlezig en zelden volledig geopend. De zijdelingse kelkbladen zijn aan de top uitgespreid en aan de basis gefuseerd met de lip en de voet van het gynostemium tot een klein tot zakvormig mentum. Het bovenste kelkblad en de kroonbladen zijn meestal kleiner en volledig vrijstaand. De bloemlip is vlezig, stevig verbonden met het gynostemium, met een duidelijk verdikt en met klieren bezet callus. Het gynostemium is kort, afgeknot, met opvallende staminodia. Er zijn vier kleine gele, wasachtige pollinia in groepjes van twee.
De planten binnen een populatie vertonen dikwijls synchrone bloei, alle exemplaren van een populatie openen de bloemen op hetzelfde moment.

## Habitat en verspreidingsgebied
Aporum-soorten komen voor als epifytsche of lithofytische planten op bomen in warme, tropische laaglandbossen, verspreid over de Himalaya, Assam (India), Hainan (China), Myanmar, Thailand, Vietnam, Cambodja, Maleisië, Laos, Java, de Molukken, Sumatra, Borneo, Nieuw-Guinea en de Filipijnen.

## Taxonomie
Aporum werd oorspronkelijk als geslacht beschreven door Blume in 1825 en in 1851 door Lindley in het geslacht Dendrobium opgenomen als de sectie Aporum.
In 2002 werd deze sectie door Clements op basis van DNA-onderzoek opnieuw als een volwaardig geslacht beschouwd.
Het geslacht telt ongeveer 195 soorten. De typesoort is Aporum lobatum.